# Pere III d'Arborea
Pere III d'Arborea fou fill d'Hug II d'Arborea. Va succeir al seu pare com a jutge d'Arborea el 1336. Es va casar el 1327 amb Constança de Saluzzo, filla de Felip de Saluzzo, governador de Sardenya. Pere III va morir a començaments del 1347 i la seva dona va seguir poc després, morint al convent de Santa Chiara d'Oristany el 18 de febrer de 1348. Van deixar només una filla pòstuma, Constança, que va morir de mesos. La successió va recaure en son germà Marià IV d'Arborea.